# Uvaria muricata
Uvaria muricata este o specie de plante angiosperme din genul Uvaria, familia Annonaceae, descrisă de Jean Baptiste Louis Pierre, Adolf Engler și Friedrich Ludwig Diels. Conține o singură subspecie: U. m. .U. m. suaveolens.